# St. Louis Cardinals
A St. Louis Cardinals egy amerikai baseballcsapat, székhelye 1882 óta St. Louis (Missouri). A Major League Baseballban a Nemzeti Liga középső csoportjában játszanak. World Series győzelmeket tekintve a második legsikeresebb csapat. Történetük során tizenegyszer, utoljára 2011-ben nyerték meg a bajnoki döntőt.

## Története

### Alapítása
A csapat 1882-ben, az azóta megszűnt American Association ligában kezdett játszani, nagy sikerrel, 1886-ban meg is nyerték a ligagyőztesek közti mérkőzést, ami a mai World Series-nek felel meg. Eleinte "Brown Stockings"-nak (Barna Zoknisoknak) hívták őket, mert ekkoriban jöttek divatba a "zoknis" nevek a Cincinnati Red Stockings sikere miatt, de a szurkolók hamar lerövidítették a nevet "Browns"-ra. St. Louis másik csapata, a St. Louis Maroons a Browns fénykorában csatlakozott a Nemzeti Ligához, néhány év múlva azonban feloszlott.
A Browns 1892-ben, az American Association csődjét követően csatlakozott a Nemzeti Ligához. Rövid ideig Perfectos néven szerepeltek mielőtt 1900-ban felvették volna mai nevüket, aminek kiválasztásában szerepet játszott, hogy a barna mezüket pirosra cserélték. Mivel már volt egy "Reds" nevű csapat "Cincinnati Reds", ezért a klub a "Cardinals" nevet vette fel. A cardinal magyarul kardinálispinty, de az angol nyelvben a cardinal red élénkpirosat jelent.
1899-ben a klub tulajdonosa másik csapatából a Cleveland Spiders-ből a tehetséges játékosokat áthozta St. Louis-ba, ami a Spiders elsorvadásához vezetett. Miután a Cardinals lecserélte a barna színt egy másik St. Louis-i csapat kezdte használni a St. Louis Browns nevet egészen 1953-ig, amíg elköltözött Baltimore-ba és a nevüket is megváltoztatták Baltimore Orioles-ra.

### 1926: Az első bajnoki cím
Az 1920-as évekre a második basemen és menedzser Rogers Hornsby vezetésével erős csapattá fejlődött a Cardinals. A Nemzeti Ligában Hornsby eredményei közelítették meg legjobban a legendás Babe Ruth-ét. 1926-ban megnyerték a Nemzeti Ligát, majd a World Series-ben óriási meglepetésre legyőzték a sokkal esélyesebb New York Yankees-t. A döntő csúcspontja a hetedik meccs, hetedik inningjében volt: a Yankees támadott, ketten kiestek, de minden bázison volt futó. Az öregedő Grover Cleveland Alexander dobó a kiváló ütőjátékos Tony Lazzeri-nek dobott. Egy érvénytelen labda után (foul ball), három gyors labdával kiejtette a rettegett Lazzeri-t, majd a meccs további részében is tartani tudta a Yankees-t. Jóval később, 1952-ben, The Winning Team címmel film készült Alexander életéről, Ronald Reagan főszereplésével.

### A 2006-os rájátszás
Első ellenfelük a Nyugati Csoport győztese, a San Diego Padres volt. A négy mérkőzésből álló sorozat október 3-tól 8-ig tartott. A két első, San Diegóban tartott találkozón a Cardinals könnyen nyert és a harmadik hazai mérkőzésen kapott ki 3-1-re a Padres-től. A negyedik meccsen 6-2-re nyertek, így a Division Series-t 3-1-re nyerve jutottak tovább.
A Championship Seriesben a New York Mets volt az ellenfél. A meccseket a New York-i csapatnál, a Shea Stadionban kezdték, a nagy eső miatt egy napos csúszással, október 12-én. A csapatok fej-fej mellett haladtak, a mindent eldöntő hetedik mérkőzésen a Cardinals diadalmaskodott, így 4-3-as összesítéssel bejutott a World Series-be.
A döntő sorozatban a Detroit Tigers-szel mérkőztek. Mivel a Cardinals már a Division Series-ben sem számított esélyesnek, mindenki a Tigers győzelmét várta. Meglepetésre azonban csak egy meccsen nem tudtak nyerni, így 4-1-es összesítéssel, 1982 óta először, megnyerték a World Series-t.

## Döntőbeli szereplések
| Év   | Alapszakasz eredmény | Döntőbeli eredmények                                                                   |
| ---- | -------------------- | -------------------------------------------------------------------------------------- |
| 1926 | 89-65                | World Series győztes. A döntőben a New York Yankees-t verte meg 4-3-ra.                |
| 1928 | 95-59                | Nemzeti Liga győztes. A World Series-ben kikapott a New York Yankees-től 0-4-re.       |
| 1930 | 92-62                | Nemzeti Liga győztes. A World Series-ben kikapott a Philadelphia Athletics-től 2-4-re. |
| 1931 | 101-53               | World Series győztes. A döntőben a Philadelphia Athletics-et verte meg 4-3-ra.         |
| 1934 | 95-58                | World Series győztes. A döntőben a Detroit Tigers-et verte meg 4-3-ra.                 |
| 1942 | 106-48               | World Series győztes. A döntőben a New York Yankees-t verte meg 4-1-re.                |
| 1943 | 105-49               | Nemzeti Liga győztes. A World Series-ben kikapott a New York Yankees-től 1-4-re.       |
| 1944 | 105-49               | World Series győztes. A döntőben a St. Louis Browns-t verte meg 4-2-re.                |
| 1946 | 98-58                | World Series győztes. A döntőben a Boston Red Sox-ot verte meg 4-3-ra.                 |
| 1964 | 93-69                | World Series győztes. A döntőben a New York Yankees-t verte meg 4-3-ra.                |
| 1967 | 101-60               | World Series győztes. A döntőben a Boston Red Sox-ot verte meg 4-3-ra.                 |
| 1968 | 97-65                | Nemzeti Liga győztes. A World Series-ben kikapott a Detroit Tigers-től 3-4-re.         |
| 1982 | 92-70                | World Series győztes. A döntőben a Milwaukee Brewers-t verte meg 4-3-ra.               |
| 1985 | 101-61               | Nemzeti Liga győztes. A World Series-ben kikapott a Kansas City Royals-tól 3-4-re.     |
| 1987 | 95-67                | Nemzeti Liga győztes. A World Series-ben kikapott a Minnesota Twins-től 3-4-re.        |
| 1996 | 88-74                | Nemzeti Liga második. Az Atlanta Braves-től kapott ki 3-4-re.                          |
| 2000 | 95-67                | Nemzeti Liga második. A New York Mets-től kapott ki 1-4-re.                            |
| 2002 | 97-65                | Nemzeti Liga második. Az San Francisco Giants-től kapott ki 1-4-re.                    |
| 2004 | 105-57               | Nemzeti Liga győztes. A World Series-ben kikapott a Boston Red Sox-től 0-4-re.         |
| 2005 | 100-62               | Nemzeti Liga második. Az Houston Astros-tól kapott ki 2-4-re.                          |
| 2006 | 83-78                | World Series győztes. A döntőben a Detroit Tigers-t verte meg 4-1-re.                  |

## Csapatjelképek

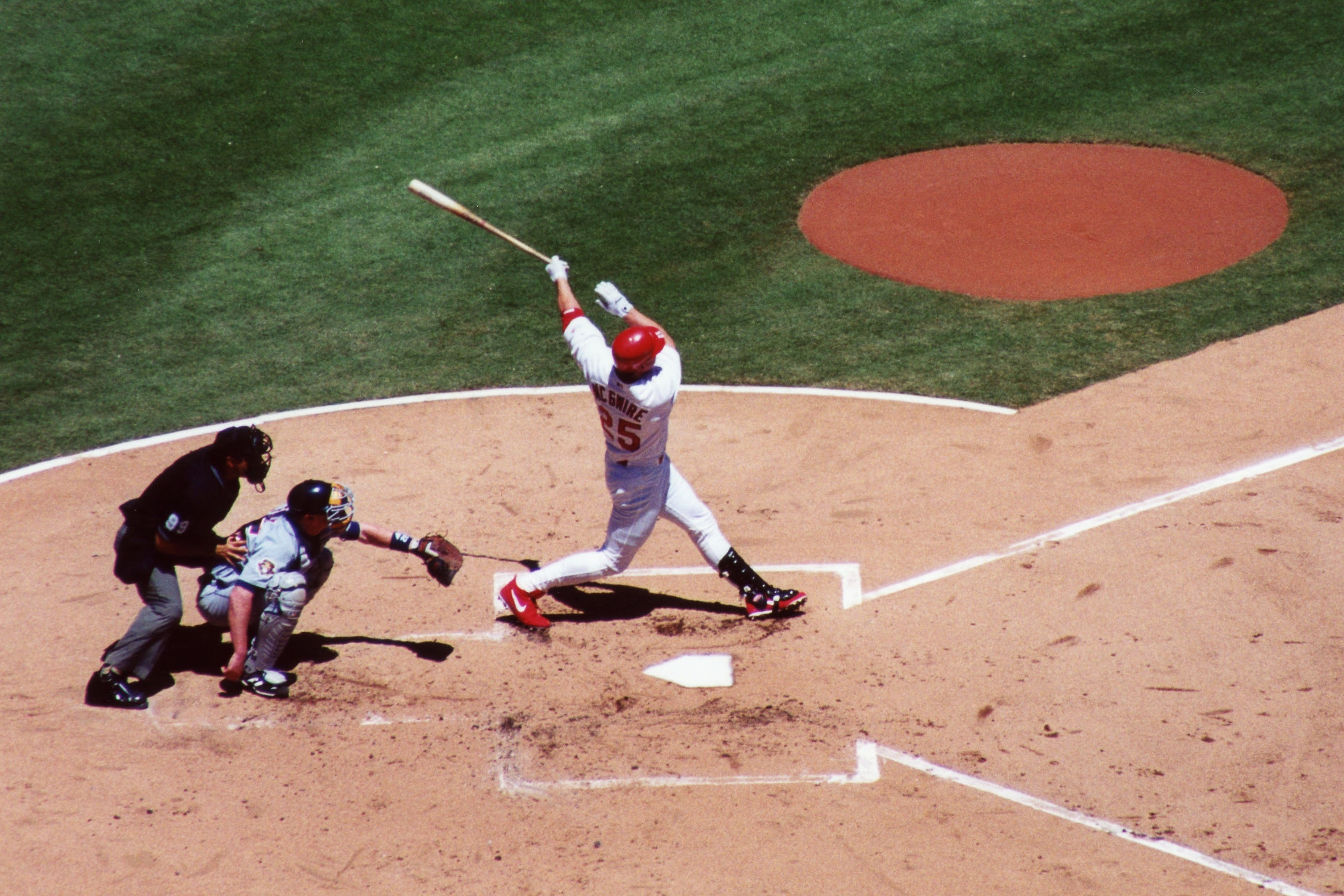
Mark McGwire első baseman

- Csapatszínek: Piros, fehér és sötétkék
- Csapatembléma: Egy vagy két, baseballütőn ülő kardinálispinty, más néven piros magvágó (Cardinalis cardinalis).
- Csapatmottó: Welcome to Baseball Heaven. (Isten hozott a baseball mennyországban!)
- Kabalafigura: Fredbird, kardinálispinty.
- Becenevek: Gyakran hívják őket "Redbirds"-nek (Pirosmadarak), ami a kardinálispinty angol szinonimája. A Cards becenév hivatalos, de a szurkolók ritkán nevezik így a csapatot, inkább az újság címlapokon használják, ahol tömörségre van szükség.

## Cardinals játékosok a Baseball Hírességek Csarnokában
| Legalább részben a Cardinals-nál nyújtott teljesítményük alapján beválasztott játékosok: - Grover Cleveland "Pete" Alexander - Jim "Sunny Jim" Bottomley - Lou Brock - Mordecai "Three Finger" Brown - Jesse Burkett - Steve Carlton – "Lefty" - Orlando Cepeda – "The Baby Bull" - Charlie Comiskey - Dizzy Dean - Leo "Leo The Lip" Durocher - Frankie Frisch – "The Fordham Flash" - Bob Gibson - Burleigh Grimes - Chick Hafey - Jesse Haines - Rogers Hornsby – "The Rajah" - Miller Huggins - Joe "Ducky" Medwick - Johnny Mize – "The Big Cat" - Stan "The Man" Musial - Albert "Red" Schoendienst - Enos "Country" Slaughter - Ozzie Smith – "The Wizard of Oz" - Bruce Sutter |  | Más sportolók a hírességek csarnokából, akik kapcsolatban álltak a Cardinals-szal. - Walter Alston - Jake Beckley - Roger Bresnahan - Roger Connor - Dennis Eckersley - Pud Galvin - Rabbit Maranville - John McGraw - Kid Nichols - Wilbert "Uncle Robbie" Robinson - Dazzy Vance - Bobby Wallace - Hoyt Wilhelm - Vic Willis - Cy Young |

## Visszavont mezszámok
- Rogers Hornsby, outfielder, 1915-26, 1933; menedzser, 1925-26 (Hornsby idejében még nem használtak mezszámot)
- 1 Ozzie Smith, beállós (shortstop), 1982-96
- 2 Red Schoendienst, második baseman, 1945-56, 1961-63; menedzser, 1965-76, 1980 & 1990; edző 1964, 1977-95
- 6 Stan Musial, első baseman, outfielder, 1941-63
- 9 Enos Slaughter, outfielder, 1938-53
- 14 Ken Boyer, harmadik baseman, menedzser, 1955-65, edző 1971-72, menedzser 1978-80
- 17 Dizzy Dean, dobó (pitcher), 1930-37
- 20 Lou Brock, outfielder, 1964-79
- 42 Bruce Sutter, csere dobó (relief pitcher), 1981-84
- 42 Jackie Robinson, a teljes Major League Baseballból visszavonva, 1997-ben
- 45 Bob Gibson, dobó, 1959-75, edző 1995
- 85 Gussie Busch, csapattulajdonos, 1953-89 (a 85. születésnapján, 1984-ben kapta a tiszteletbeli 85-ös mezt.)

A Cardinals és a Los Angeles Dodgers vonta vissza a második legtöbb mezszámot (10), a legtöbbet (16) a New York Yankees.
A régi (II.) Busch Stadionban a visszavont mezszámok viselőinek tiszteletére a pálya szélén egy-egy zászlórudat emeltek, amin a számukat ábrázoló zászló lobog, a talapzatánál pedig egy nagy táblára a becenevüket írták. A mostani stadionban a pálya bal oldalát övező falra festettek egy falfestményt, ami a játékosokat és mezszámaikat ábrázolja.

## Érdekességek
- Híres Cardinals szurkolók: Chingy, Nelly, Kristin Cavallari, John Grisham, Billy Bob Thornton, Gretchen Wilson
- A csapat a tavaszi edzőtáborozást Jupiter-ben (Florida), a Roger Dean Stadionban tartja.
- Rivális csapatok: Chicago Cubs, Houston Astros, Kansas City Royals, New York Mets